# Марђинениј де Жос (Прахова)
Марђинениј де Жос (рум. Mărginenii de Jos) насеље је у Румунији у округу Прахова у општини Филипештиј де Тарг. Oпштина се налази на надморској висини од 261 m.

## Становништво
Према подацима из 2002. године у насељу је живело 3259 становника.

### Попис2002.
| Расподела становништва по националности 2002.‍ | Расподела становништва по националности 2002.‍ | Расподела становништва по националности 2002.‍ | Расподела становништва по националности 2002.‍ | Расподела становништва по националности 2002.‍ |
| --------------------------------------------- | --------------------------------------------- | --------------------------------------------- | --------------------------------------------- | --------------------------------------------- |
|                                               |                                               |                                               |                                               |                                               |
| Румуни                                        | Румуни                                        |                                               | 1.851                                         | 56,8%                                         |
| Роми                                          | Роми                                          |                                               | 1.407                                         | 43,2%                                         |